# Leila Danette
Leila Danette (Jacksonville, 23 augustus 1909 – 4 september 2012) was een Amerikaans actrice.
Voor Danette actrice werd, werkte ze als onderwijzeres in Baltimore en Washington D.C..  Ze begon met acteren op haar 67-ste. Een van haar eerste films was The First Deadly Sin in 1980. Ze speelde ook mee in Garbo Talks in 1984. Op televisie speelde ze gastrollen in onder meer A Different World, The Cosby Show, Law & Order en Third Watch.